# محراب امامزاده یحیی
محراب امامزاده یحیی مربوط به سدهٔ ۵ و ۶ ه.ق است و در محلات، خیابان گلستان واقع شده و این اثر در تاریخ ۱۵ آذر ۱۳۵۵ با شمارهٔ ثبت ۱۳۰۶ به‌عنوان یکی از آثار ملی ایران به ثبت رسیده است.